# Ханченне
Ханченне (Канченне) Сонам Г'ялпо (тиб. ཁང་ཆེན་ནས་བསོད་ནམས་རྒྱལ་པོ; д/н — 5 серпня 1727) — 1-й старший калон (політичний і військовий правитель) Тибету в 1721—1727 роках. Відомий також як Дайчін-Батур і Кангчень.

## Життєпис
Походив зі шляхетського роду Гаші. Про батьків обмаль відомостей. Замолоду служив хошутським ханам, завдяки чому зробив кар'єру. Особливої ваги набув за Лхавзан-хана, оженившись на її доньці та ставши головним міністром. 1715 року додатково призначається намісником області Нгарі (в Західному Тибеті).
1717 року із сторгненням джунгарського війська очолив на заході країни боротьбу із загарбниками. В подальшому намагався перервати постанання джунгарів з їх базами в Джунгарському ханстві. Невдовзі до Ханченне приєднався Полане Сонам Топге, впливовий в регіоні Цанг.
Вони організували опір джунгарам, поки велика цінська армія на чолі із Ян Сінєм, надіслана імператором Кансі, не ввійшла до Лхаси у вересні 1720 року. Цінська війська розмістилися в Лхасі, Літані і Чамдо. Тибетські землі на схід від Літана і Батана (значна частина регіону Кхам) були відділені від Тибету і включили до складу цінської провінції Сичуань. До кінця року цінські війська залишили Тибет.
У 1721 року було утворено кашаг (уряд) для керування Тибетом у складі 3 калонів (міністрів), на чолі якого став Ханченне Сонам Г'ялпо. Також отримав манчжурський титул дайцзін-батур. Зсамого початку стикнувся з фінансовоюкризою, посиленою необхідністю утримувати цінські війська. Лише 1723 року 3 тис. вояків залишили ТИбет. Того ж року повстав Лобсан Тенцзін в районі Кукнора проти влади імперії Цін. Це повстання зачепило північні області Тибету. Ханченне жоклав зусиль, щоб повстання не охопило Центральний Тибет. Водночас надав допомогу державі Мустанг у війні проти держави Джумла.
1725 році за наказом цінського уряду перебрався до Лхаси, призначивши намісником Нгарі старшому брату Гашіпі Цетен Таші. На виконання наказу імператора Іньчженя намагався знищити секту Ньїнґма, чим налаштував проти себе інших калонів.
1727 року проти нього влаштували змову калони Нгафона Дордже Г'ялпо, Лумпане Таші Г'ялпо і Чараба Лодро Г'ялпо, яких таємно підтримував Далай-лама VII. Того ж року під час урочистих зборів Ханченне було вбито. Втім його політичний союзник Полане Сонам Топге швидко придушив заколот, захопивши владу.